# Ілляшенко Віктор Володимирович
Ві́ктор Володи́мирович Ілляше́нко (13 грудня 1984 — 29 серпня 2014) — солдат Збройних сил України, учасник війни на сході України.

## Життєпис
Народився 1984 року в селі Краснознаменка (Гадяцький район, Полтавська область). Закінчив школу села Сергіївка; по тому — Краснозаводське ПТУ № 32. Працював зварником у «Полтаванафтогазі» — Глинсько-Розбишівська філія.
Мобілізований у квітні 2014-го, механік-водій 93-ї бригади.
Востаннє виходив на зв'язок 26 серпня 2014-го, того часу вже був поранений у руку. Зник безвісти під Іловайськом під час прориву з оточення, на дорозі поблизу села Побєда Старобешівського району.
Був тимчасово похований місцевими мешканцями у братській могилі в селі Побєда. Після ексгумації 18 вересня 2014-го похований на Краснопільському цвинтарі як тимчасово невстановлений захисник України.
Лежав в одній могилі разом з Олексієм Борищаком, Романом Яковцем, також невідомими загиблими (№ могил 7079, 7082).
Ідентифікований за експертизою ДНК та визнаний загиблим слідчими органами. Без Віктора лишились батьки.
28 липня 2017 року відбулося перепоховання в рідній Сергіївці.

## Нагороди і вшанування
- Указом Президента України № 42/2018 від 26 лютого 2018 року, за особисту мужність і самовіддані дії, виявлені у захисті державного суверенітету та територіальної цілісності України, зразкове виконання військового обов'язку, нагороджений орденом «За мужність» ІІІ ст. (посмертно).
- Його портрет розміщений на меморіалі «Стіна пам'яті полеглих за Україну» в Києві: секція 3, ряд 6, місце 35
- Вшановується 29 серпня на щоденному ранковому церемоніалі вшанування українських захисників, які загинули цього дня в різні роки внаслідок російської збройної агресії[2]
- 2018 року в школі села Сергіївка відкрито меморіальну дошку Віктору Ілляшенку[3]